# 알린다 소행성
Alinda 소행성은 약 2.5 AU의 반 장축과 약 0.4에서 0.65 사이의 궤도 이심률을 가진 소행성 그룹이다. 이 이름은 1918년 막스 울프가 발견한  소행성인 887 알린다에서 비롯되었다.
이 천체들은 목성 (2.502 AU)과 3:1 궤도 공명에 의해 이 영역에 유지되며, 그 결과 지구 (2.520 AU)와 1:4 공명에 가깝다. 이 공명에 있는 물체는 목성과의 중력 상호작용에 의해 궤도 이심률이 꾸준히 증가하여 결국 공명을 깨뜨리는 내행성과 근접하게 조우하게 된다.
일부 알린다 소행성은 지구 궤도에 매우 가까운 근일점을 가지고 있고 1:4에 근접하는 공명 때문에 거의 정확히 4년 간격으로 근접 조우가 계속 발생한다.
이로 인한 하나의 결과는 만약 알린다 소행성이 (예를 들어, 태양 으로부터 약간의 이격 거리와 같이) 지구에 가까워질 때 보기 힘든 위치에 있다면, 이 상황은 수십 년 동안 지속될 수 있다는 것이다. 실제로 2010년 현재 Alinda 소행성 1915 Quetzálcoatl은 1985년 이후 단 한 번만 관측되었다.
또 다른 결과는 이러한 소행성 중 일부가 지구에 비교적 근접하게 반복적으로 접근하여 지구 기반 레이더로 연구하기에 좋은 대상이 된다는 것이다. 예를 들면 4179 토타티스와 6489 Golevka, 그리고 2019년 6월에 지구에 영향을 미친 2019 MO가 있다.

## 동역학적 수명
목성과의 3:1 공명은 소행성 궤도의 편심을 반복적으로 증가시킨다. 동역학적으로 젊은 구성원은 약 0.30에서 0.34 범위의 이심률을 가지며 대부분 태양에서 1.7-3.4 AU 범위의 소행성대에 머문다.
8709 Kadlu와 같은 오래된 구성원은 0.465에서 0.475 사이의 이심률을 가지며 화성 궤도를 횡단한다. (8709 Kadlu는 목성, 화성, 지구에 중력에 의해 조금씩 움직일 수 있을 만큼 가까이 접근합니다. ) 이심률이 0.57에서 0.75 사이인 가장 오래된 구성원들은 지구 궤도를 횡단한다. 3360 Syrinx는 이심률이 0.7로 알린다 그룹 중에서 가장 이심률이 높고 그 궤도는 동역학적으로 짧은 기대 수명을 가지고 있다.

## 천체 목록
| Designation       | a       | e       | Refs      |
| ----------------- | ------- | ------- | --------- |
| 887 Alinda        | 2.48422 | 0.56356 | JPL · MPC |
| 1429 Pemba        | 2.55185 | 0.33858 | JPL · MPC |
| 1550 Tito         | 2.54673 | 0.30984 | JPL · MPC |
| 1607 Mavis        | 2.54783 | 0.30741 | JPL · MPC |
| 1915 Quetzálcoatl | 2.54207 | 0.57170 | JPL · MPC |
| 2608 Seneca       | 2.5035  | 0.57620 | JPL · MPC |
| 3360 Syrinx       | 2.46803 | 0.74295 | JPL · MPC |
| 3628 Božněmcová   | 2.53691 | 0.30052 | JPL · MPC |
| 3806 Tremaine     | 2.54058 | 0.31301 | JPL · MPC |
| 4179 Toutatis     | 2.51005 | 0.63423 | JPL · MPC |
| 5847 Wakiya       | 2.54442 | 0.30086 | JPL · MPC |
| 5864 Montgolfier  | 2.55866 | 0.32007 | JPL · MPC |
| 6318 Cronkite     | 2.51002 | 0.46522 | JPL · MPC |
| (6322) 1991 CQ    | 2.51628 | 0.47349 | JPL · MPC |
| 6489 Golevka      | 2.50768 | 0.60382 | JPL · MPC |
| (6491) 1991 OA    | 2.50959 | 0.58946 | JPL · MPC |
| 7092 Cadmus       | 2.52493 | 0.70202 | JPL · MPC |
| 7345 Happer       | 2.45047 | 0.32467 | JPL · MPC |
| 틀:LoMP           | 2.52739 | 0.33216 | JPL · MPC |
| (7569) 1989 BK    | 2.54950 | 0.30348 | JPL · MPC |
| 7638 Gladman      | 2.53634 | 0.31606 | JPL · MPC |
| (8201) 1994 AH2   | 2.53362 | 0.70851 | JPL · MPC |
| 8709 Kadlu        | 2.53497 | 0.48432 | JPL · MPC |
| (9047) 1991 QF    | 2.52479 | 0.31661 | JPL · MPC |

## 같이 보기
- 아모르 소행성
- 아폴로 소행성
- 아텐 소행성